# Paku (Kota Kayu Agung)
Paku is een bestuurslaag in het regentschap Ogan Komering Ilir van de provincie Zuid-Sumatra, Indonesië. Paku telt 2673 inwoners (volkstelling 2010).